# Clase Jun'yō
La clase Jun'yō fue una clase de portaaviones que sirvieron en la Armada Imperial Japonesa durante la Segunda Guerra Mundial. La clase constaba de dos buques, el Jun'yō, primero y que daba nombre a la clase, y el Hiyō, siendo ambos conversiones de buques de pasajeros.

## Diseño post conversión

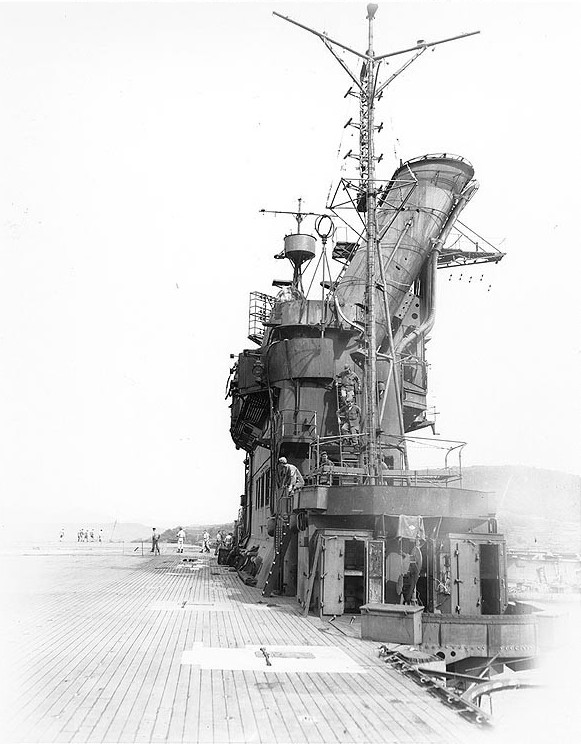
La distintiva chimenea inclinada en 26° de la clase Jun'yō

Los navíos eran originalmente grandes barcos de pasajeros de la línea Nippon Yusen Kaisha, llamados Kashiwara Maru e Izumo Maru. Fueron requisados por la Armada Imperial Japonesa mientras aún estaban en construcción. A ambos navíos se les dotó de doble casco, pero no se le proporcionó ningún sistema prtotector antitorpedo, esta deficiencia influiría decisivamente en batalla a futuro.
La clase Jun'yō fue innovadora al incluir por primera vez en un diseño japonés,  una peculiar chimenea (inclinada 26 grados a estribor) y el puente en una misma estructura. Este sistema sería posteriormente empleado en otros portaaviones como el Taihō y el Shinano.  Por lo anterior, el puente isla era más bien largo y angosto que las clases con chimeneas en sus costados, no invadiendo la cubierta de despegue al estar levemente desplazados y soportado por una estructura abultada y empotrada en el casco original.
Si bien su tamaño era comparable al de un portaaviones clase Sōryū, la compartimentación interna, de claro origen civil, impidió la creación de grandes hangares de banda a banda limitándose a dos hangares superpuestos como un largo corredor de 153 m de largo por 15 m de ancho, considerado muy estrecho, donde se albergaban los aparatos dispuestos en forma traspuesta en una línea, por lo tanto, esta disposición evitó que contase con un grupo aéreo extenso, debiendo limitarse a tan solo 53 aparatos. Poseía dos ascensores con diedro amplio, uno a popa y otro a proa. La cubierta de vuelo era en voladizo a popa y a proa.  A popa tenía un sistema ingenioso de railes que le permitía labores de maniobras de botes auxiliares.
El Jun'yō poseía seis calderas Mitsubishi y una potencia equivalente a la de un destructor con una velocidad de 24 nudos, mientras que el Hiyō poseía cuatro Kawasaki-Lamont lo que le daba a este último, 24 nudos de velocidad estándar pudiendo lograr ambos una máxima velocidad de 25 nudos a máxima potencia.
El blindaje era asimismo muy deficiente o exiguo, tan solo 20 mm en la cubierta y 50 mm en la maquinaria, más 25 mm en los tanques de combustible para aviación y municiones, y la velocidad demasiado reducida para poder seguir a una escuadra de combate, por lo que inicialmente fueron destinados como portaviones auxiliares a tareas secundarias de transporte y logística, hasta que la debacle de Midway les otorgó un papel más destacado.

## Armamento
Por su composición, se trataba de una combinación clásica entre los dos estándares de cualesquiera portaaviones japoneses de la época:  cañones gemelos de 5 pulgadas, cañones de doble propósito (DP) Tipo 89 y monturas triples AA Tipo 96 de 25 mm. Este último se incrementó drásticamente hasta junio de 1944, principalmente con monturas individuales dobles.
Seis gemelos Tipo 89 de 5 in (12,7 cm) DP
Estos cañones antiaéreos (AA) Tipo 89 de 12,7 cm y calibre 40 en monturas gemelas estaban ubicados en seis plataformas voladizas a ambos lados del casco, sostenidos por pilares. Había dos a proa al mismo nivel, y debido a la isla, uno frente a ella, a babor, otro a popa, justo antes del ascensor trasero, y dos a estribor después de la isla.
En 1943, se agregaron cuatro montajes triples adicionales de los cañones AA 96 San-shiki de 25 mm / 60 y dos gemelos en ambos buques. El Jun'yō en marzo de 1944 se le instalaron siete triples adicionales de 25 mm / 60 y 18 simples de 25 mm / 60 Tipo 96. En agosto de 1944, doce triples 25/60 96-shiki y seis lanzacohetes AA de 28 tubos y 120 mm.

## Detección temprana
Se completaron ambos buques sin portar un radar, pero esto estaba considerado en el diseño. Durante su refitting a finales de 1942, ambos fueron equipados con el radar de alerta temprana tipo 1-shiki 2-go, montado en el techo de su puente. En 1943 mantuvieron el radar tipo 13, 1-shiki 2-go, pero se añadió una segunda unidad a babor y a popa de la cubierta vuelo. Adicionalmente tenían radares tipo 21 (detección aeronaves 100 km) en la misma cubierta del puente sobre un mástil corto.
En agosto de 1944, el Jun'yō como único sobreviviente de su clase recibió un radar tipo 3-shiki 1-go, que reemplazó al instalado en el techo del puente.

## Portaaviones de la ClaseJun'yō
| Nombre | Puesta en grada         | Botado              | Asignado como portaaviones | destino                     |
| Jun'yō | 20 de marzo de 1939     | 26 de junio de 1941 | 5 de mayo de 1942          | Desguazado en 1947          |
| Hiyō   | 30 de noviembre de 1939 | 24 de junio de 1941 | 31 de julio de 1942        | Hundido 20 de junio de 1944 |